# Дамару
Дамару е музикален перкусионен инструмент от групата на мембранофоните.
Дамару има индийски произход. Използва се също в Тибет, но с ритуални функции.